# Chlaenandra ovata
Chlaenandra ovata är en tvåhjärtbladig växtart som beskrevs av Friedrich Anton Wilhelm Miquel. Chlaenandra ovata ingår i släktet Chlaenandra och familjen Menispermaceae. Inga underarter finns listade i Catalogue of Life.